# Albinea
Albinea es un municipio situado en el territorio de la provincia de Reggio Emilia, en Emilia-Romaña (Italia).

## Demografía
| Gráfica de evolución demográfica de Albinea entre 1861 y 2001 |
|                                                               |
| Fuente ISTAT - elaboración gráfica de Wikipedia               |